# Dicranum rhabdocarpum
Dicranum rhabdocarpum är en bladmossart som beskrevs av Sullivant 1849. Dicranum rhabdocarpum ingår i släktet kvastmossor, och familjen Dicranaceae. Inga underarter finns listade i Catalogue of Life.